# 七輪

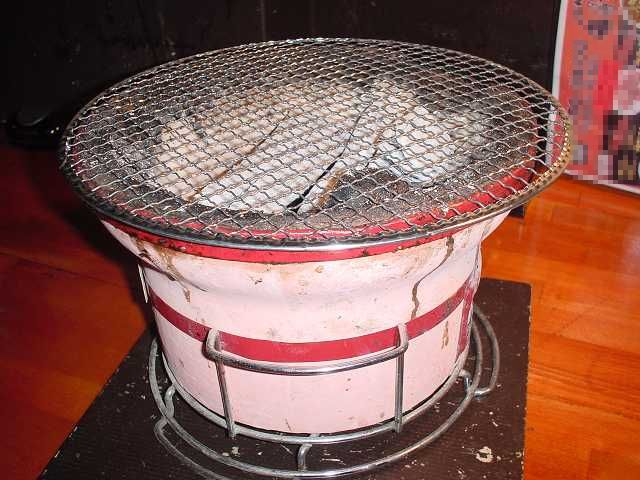
七輪

七輪（しちりん、七厘）は炭火をおこしたり、煮炊きをしたりするための簡便な土製のこんろ。土製の小型こんろで、ふつう木炭が燃料。江戸時代から一般的に用いられてきた。軽量かつコンパクトで移動が容易。関西ではかんてきともいわれる。形状は円筒形、四角形、長方形が主で、大きさも様々で、用途に応じて多品種生産されている。原料は主に珪藻土で、微細な中空構造を持ち断熱性が高いため保温効果が極めて高く、本体は熱く焼けないため持ち運びに便利である。
練炭による事故を避けるため、出荷時に「木炭コンロ」「練炭を使用しないこと」というラベルが七輪本体に直接貼られている場合も多い（練炭コンロを参照）。かつては火鉢や炬燵などに使用する木炭や豆炭などに着火するための道具として、調理用の熱源である竈（かまど）がある家であっても七輪が利用された。

## 概要

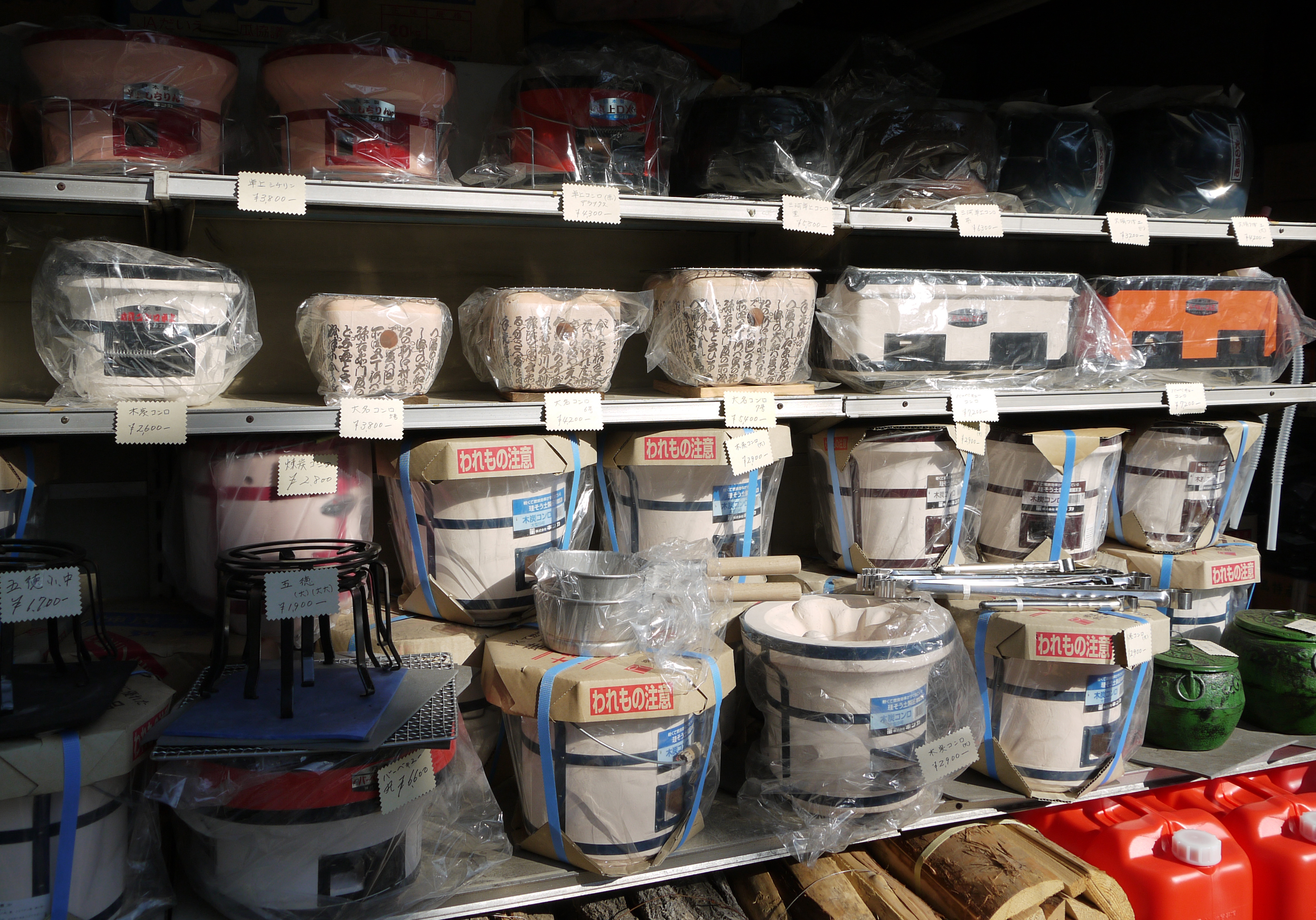
今では珍しくなった薪炭店での各種七輪とコンロ（東京江古田）

円筒形の七輪は炊飯や煮炊きに使いやすく、一方で焼き物での用途が主体の場合、横長で長方形の七輪が便利である。屋内外問わず使用され七輪を使用した炭火料理店も多い。
昔ながらの製法で珪藻土の塊を切り出し削って作ったものを「切り出し七輪」といい、これに対して珪藻土を粉砕し粘土状にしたものを金型でプレス成型したものは「練り物七輪」と呼ばれる。切り出し七輪は加工の手間がかかり高価である。そのほかにも薪を燃料とする「薪七輪」がある。通風口とは別に薪を入れるための大きな開口部が空けられている。
アメリカではHIBACHI、あるいはHibachi Styleという名称で混同されているが（火鉢参照）、七輪の構造を元にした鋳鉄バーベキュー台なども開発販売されている。

## 歴史

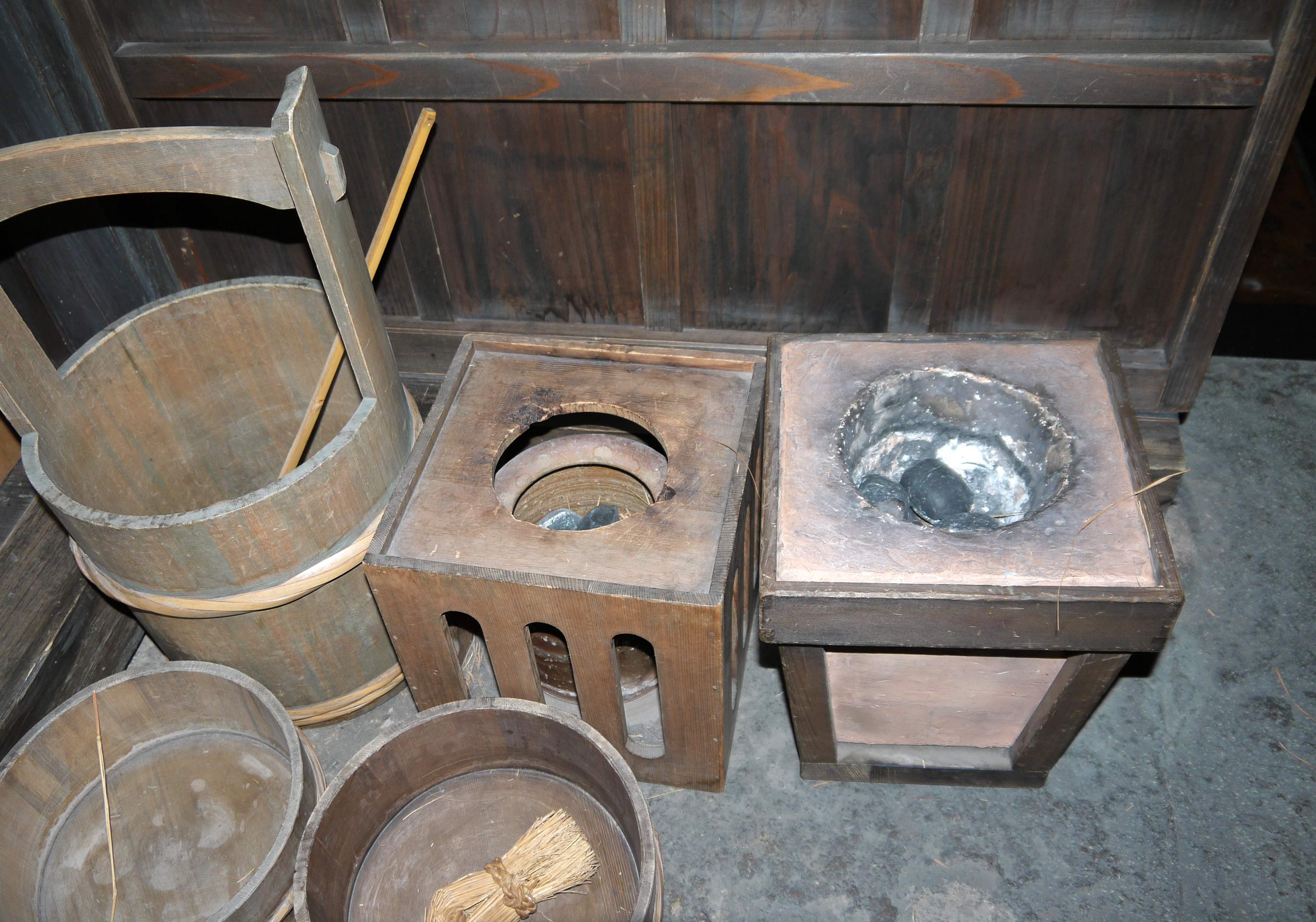
江戸時代後期の七輪（右）。左は携帯可能な火鉢。展示物内の燃料は炭団を模したものと思われる。江戸期の下町庶民は木炭よりも安価な炭団を常用した（深川江戸資料館）。

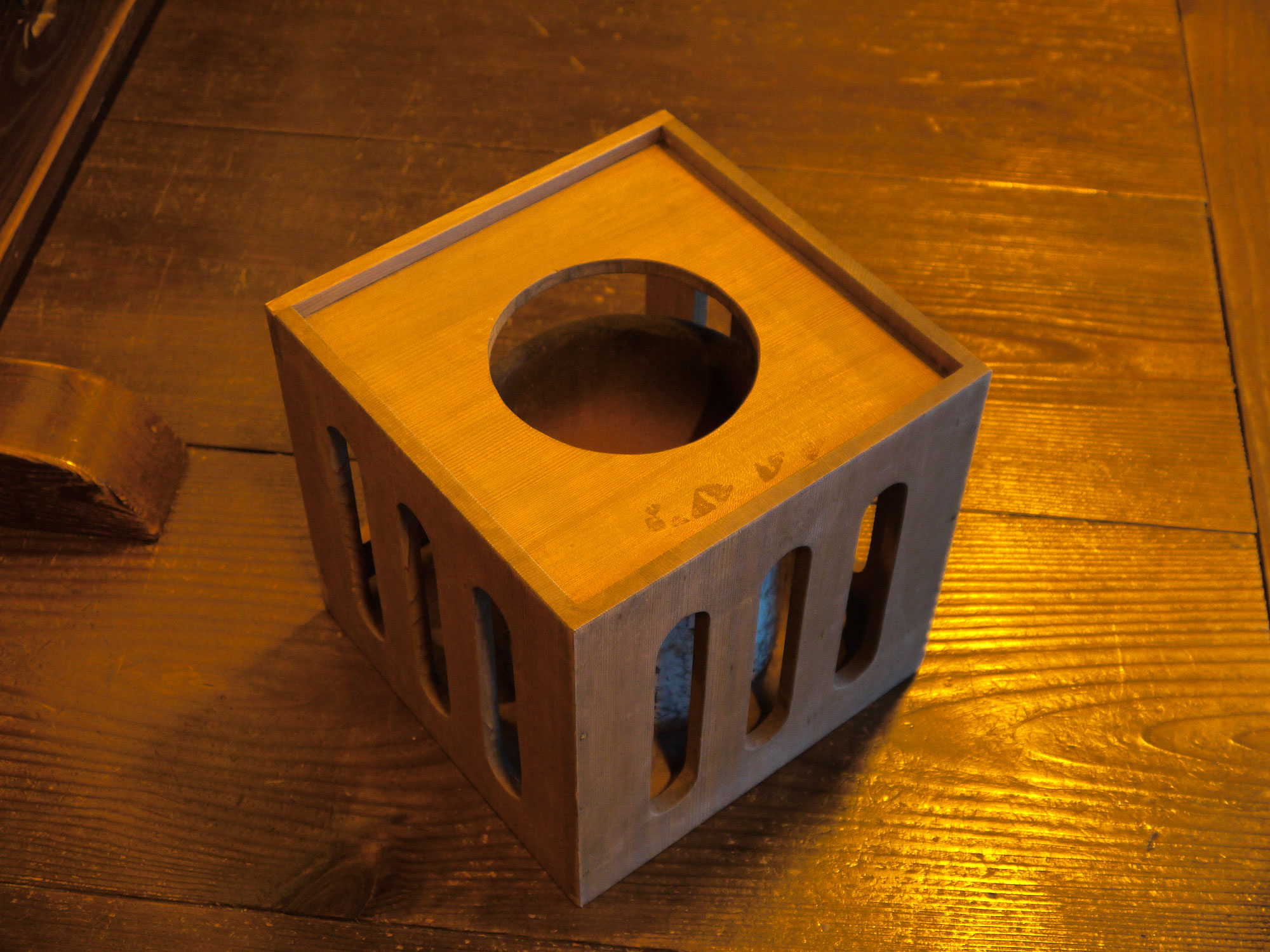
漁師や舟運関係で利用されていた携帯可能な火鉢。内部は陶磁器で、深い壷状になっている。

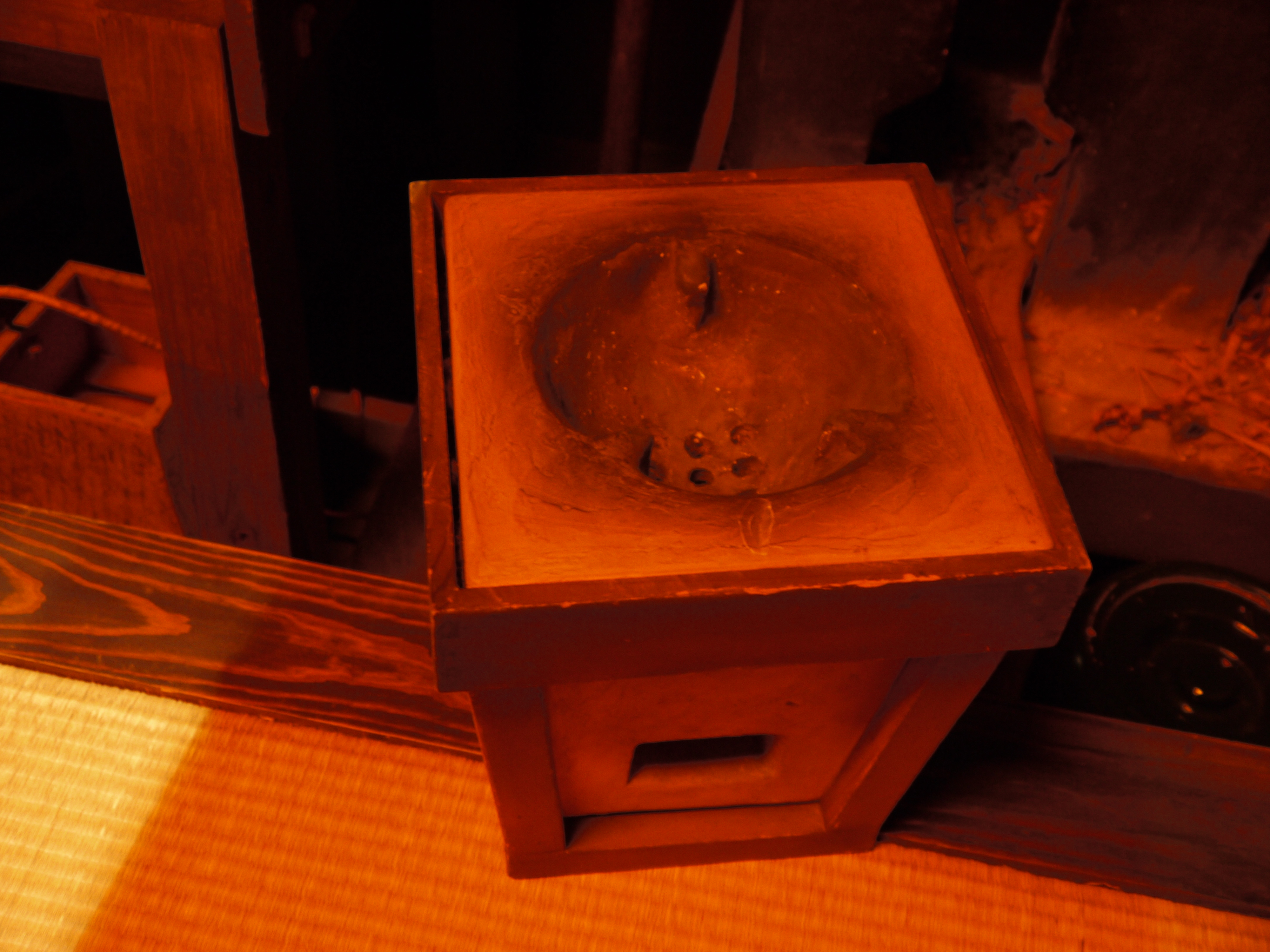
江戸時代後期の七輪。長屋のほか、蕎麦や天ぷらの屋台でも盛んに利用された（別角度　深川江戸資料館）。

土間や野外などに直接置いて火床を囲う程度の持ち運び可能な土師（はじ）製の炉は古代よりあったものと考えられるが、高床式木造建築の内部に持ち込み、屋内での使用に堪えうる「置き炉」としては平安時代のものが確認できる。これらは元は香炉や祭壇など宗教的祭具として屋内に持ち込まれたであろうものが、手あぶりなど採暖用途として、そして屋内での簡単な炊事や酒燗などに利用転用されたものと考えられる。平成時代の製品とほぼ同様の構造のものは江戸時代に作られていたといわれる。
日本人が通常「七輪」と考える焜炉は珪藻土を焼成して作られたものである。珪藻土を使用した竈や炉は能登地方においては江戸時代の初期（元和期）から使用されていたが、日本各地の窯で作られたものは粘土（土師）製のものが中心であった。
七輪は、大量に製造され日本各地の家庭などで昭和前半までは一般に広く使用されてきたが、燃料となる木炭の生産量は1950年代から1970年代までの間で1/10に激減しており、この時期に、七輪の利用の場の多くがガスコンロなど他の調理器具、各種暖房器具などへ取って変えられた。

### 江戸
江戸では今戸の今戸焼が著名であり、瓦（かわら）焼窯の職人達が副製品として供給し普及したとされる。今戸焼はおおむね箱形であったようである。囲炉裡や火鉢で火の熾った木炭や炭団を、長屋や屋台で携行し、少ない木炭消費で安全に長時間の煮炊きが出来るよう、町人文化の中で生まれ工夫改良されてきたものが江戸「七輪」の特徴である。燃焼室が皿状で浅い江戸の七輪は、形状を見ても七輪単体で火熾（ひおこ）しすることは前提とされていなかった。
江戸後期の江戸の七輪は、現代の七輪と異なり、燃焼室が丸く浅いくぼみとなっているが、これは当時、塩原太助によって広く普及していた炭団がぴったりと収まる形状である。炭団は一日中でも弱火で燃え続けるため、小型の簡易な「へっつい」しかない長屋や、屋台での調理に非常に好都合であった。また当時の長屋は四畳半ほどの狭さに加えて換気機能が貧弱だったので、焼き魚など大量の煙が発生する調理は、七輪を使えば屋外で調理することができた。この七輪は燃料に炭団を前提としており、木炭を大量に長時間燃やす訳ではないので、それほど高温にはならず、七輪の四隅は木枠で囲われている。しばしば大火に見舞われ裸火の管理にことさら煩かった江戸の庶民文化においては、炭団と皿七輪の組み合わせは好適であった。

### 上方

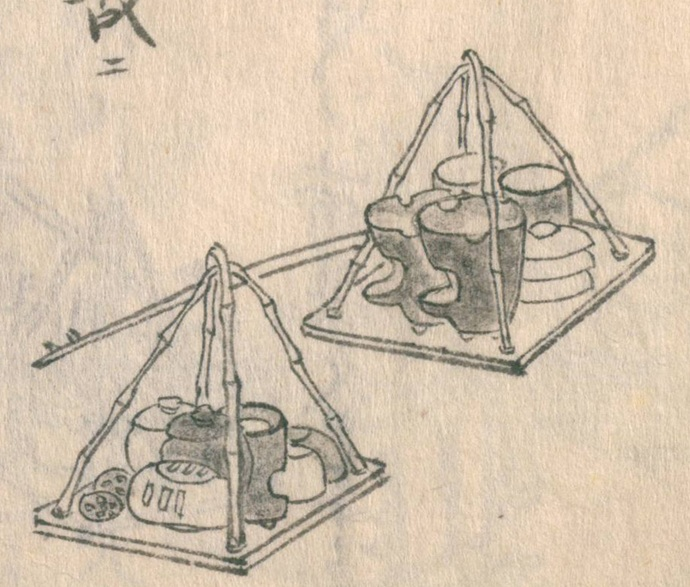
守貞漫稿　瓦器売の項。「かんてき」や火消壷などが見られる。素焼きで構造は江戸のものより簡素である。

京・大坂では「かんてき」と呼ばれ瓦器売（ガキ、かわらけうり）により販売されていた。構造は素朴なバケツ様であり、割木や小枝、消し炭などを燃料とし、火熾しや煮炊き、串焼きなど雑用途に使用されていたと考えられる。裸火で使用することが前提であるため土間や屋外で使用した。

### 明治〜戦後
明治期には今戸焼きのような浅い皿の七輪から、木炭が多く投入出来る深いバケツ状の形状が中心的になり、大正から昭和期にかけては、木炭や炭団にあわせて、豆炭が七輪の燃料として盛んに利用されるようになった。大正期に登場した円柱状の練炭は、当初、七輪にはめ込んで利用されていた。
能登半島では古くから珪藻土が伐出され、竈や炉の材料として使用されてきたという。元和元年ころより竈および炉として自家用に利用され、明治初年より20年頃までには他地方へも移出販売されていた。
送風口の細工は三河でできたとされる。土師製のものは欠けやすく、陶器は熱く焼けてしまい大変危険であり火熾しには適さないことから、次第に珪藻土製のものが主流になったと考えられる。
インフラが破壊された第二次世界大戦直後は、土間や竈のないバラックでも容易に使えるため、都心部の庶民生活を支える調理器具として重宝された。このころは七輪一つで炊飯、煮炊き、魚焼きまでこなした。
いわゆる木炭に加えて練炭が当初七輪で使われていたが、1954年に一酸化炭素の発生が少なく、燃焼温度が高く燃料の保ちが良い専用の「上つけ練炭コンロ」が登場し、そちらでの利用が推奨されるようになった。

### 現代
七輪の三大産地は土質の良好な愛知三河、石川珠洲・和倉、四国香川があり、かつてはこの三大生産地で日本全体の需要をまかなうことがあったが需要の減少にともない廃業が続き三河で3社、石川和倉で1社、石川珠洲で4社に減少した。1955年頃まではいわゆる「焚き物屋」と呼ばれる燃料屋や陶器屋などで販売されていた。
愛知三河のものは長州（萩）から製造法が伝来し、当初は陶器製で断熱のため二重構造にした七輪を製造したとの伝承がある。愛知三河ではかつて瓦製造会社が七輪製造を兼ねている場合が多かったが1990年頃には七輪専業で製造する割合が多くなっている。プレス加工して製造される安価な量産品の七輪のほか、瓦や、かつての陶磁器製の練炭火鉢の技術を生かし、瓦素材で珪藻土コンロを覆った耐久性のある高級品が製造されているのが特徴である。
石川和倉では、珪藻土鉱床から露天掘りした珪藻土を粉砕し、粘土状にしたものを金型でプレス成型した「練り物製品」、一方の石川能登半島珠洲では、能登半島で豊富に産出する珪藻土鉱床から掘り出された珪藻土ブロックを、崩す事無くそのまま七輪コンロの形状へ切り出して焼成した高級な「切り出し七輪」「切り出し練炭コンロ」を特産品としている。

## 語源
語源は、諸説あるがはっきりしない。
- わずか7厘（金銭単位）で買える木炭で十分な火力を得ることができたことから
- わずか7厘（重量単位）の重さの木炭で十分な火力を得ることができたことから
- 下部の炭火を受ける皿に7つの穴があったことから

など。
この点、『大江戸庶民のあっと驚く生活考』では和漢三才図会から「薬を煎り、酒を暖め、炭の価僅か一分に至らず、因って七輪と称す。」を引用している。また『誹風柳多留』から「五輪も七輪も石屋彫ってる」を引用し、当時の七輪は石を彫り抜いて作ったと述べている。
「かんてき」については「熾（おこ）し」「焚き付け」などと表記したものが、言葉遊びで「すぐに焚き付けられるもの」の転じで癇癖（かんへき）、かんてきとなったとする説があるが異説もあり、やはりはっきりしない。

## 七輪にまつわる話題

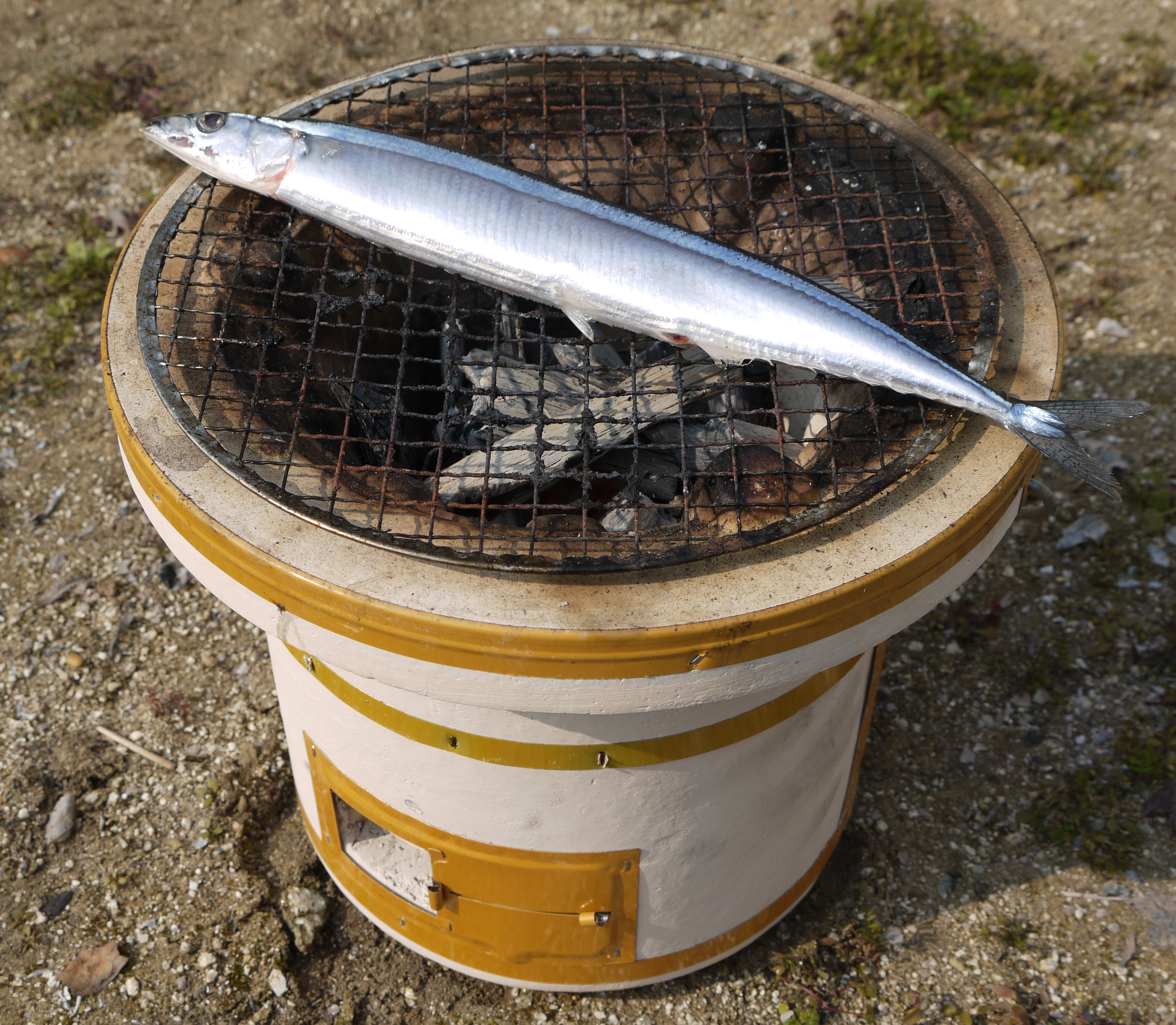
七輪とサンマ

### 調理
1960年代頃までは、一般家庭に多く見られた器具ではあるが、高度成長期からの全国へのプロパンガス・都市ガス普及や、熱変換効率が高い電磁調理器の登場によって、家庭での実用目的での利用はほとんど見られなくなった。一方でホームセンターやインターネット通販で入手が手軽になったことにより、木炭の消費とともに、自然志向で安価に調理が楽しめるレジャーや趣味の用途として再び人気が高まって来ている。飲食店など七輪炭火焼き用途での需要や演出目的での需要は堅調である。

### 七輪陶芸
また、調理以外の用途として、陶芸家の吉田明が広めた「七輪陶芸」があり、陶芸窯がなくても、七輪を組み合わせることで本格的な陶芸の焼成を行なうことが出来る。ドライヤーの送風モードで七輪の通気口から送風を行なえば（送風口から30cm以上離す。ドライヤーの送風口への直付けは避けること）、簡単に800度以上の高温を長時間維持できる。ただし、七輪は高温によって急激に劣化と崩壊が進むので、七輪の寿命は十数回を限度とした方が良い。燃料に木炭ではなくコークスを使用した場合は、その高温により、数回の焼成で七輪が破壊されるので注意が必要である。

### 環境保全と七輪
木炭を生産する段階で薪の熱量の70～80%が使用される。
ケニア北部のカクマ (Kakuma) 難民キャンプ (隣国スーダンの避難民が多くを占める) にて支援活動を行っている財団法人アジア福祉教育財団は薪を節約するために、現地で入手できる材料でかまどおよび七輪の製造技術を伝え、その使用を奨励している。